# Anastasia Tatareva
Anastasia Aleksejevna Tatareva (Russisch: Анастасия Алексеевна Татарева) (Jekaterinenburg, 19 juli 1997) is een Russisch gymnaste.
Op de Olympische Zomerspelen 2016 in Rio de Janeiro behaalde ze met het Russische team goud bij de ritmische gymnastiek landenwedstrijd.

## Resultaten

### Olympische Zomerspelen
| Jaar | Plaats         | Resultaten                           |
| ---- | -------------- | ------------------------------------ |
| 2016 | Rio de Janeiro | ritmische gymnastiek landenwedstrijd |

### Wereldkampioenschappen ritmische gymnastiek
| Jaar | Plaats    | Resultaten                                                                        |
| ---- | --------- | --------------------------------------------------------------------------------- |
| 2014 | Izmir     | landenwedstrijd 3 knotsen + 2 hoepels                                             |
| 2015 | Stuttgart | landenwedstrijd · landenwedstrijd 6 knotsen + 2 hoepels                           |
| 2017 | Pesaro    | landenwedstrijd · landenwedstrijd 3 ballen + 2 touwen · 5 landenwedstrijd hoepels |
| 2018 | Sofia     | landenwedstrijd · landenwedstrijd 3 ballen + 2 touwen                             |

1996: Baldó, Cabanillas, Giménez, Guréndez, Lamarca, Martínez ·
2000: Belova, Lavrova, Netejesova, Sjimanskaja, Tsjalamova, Zilber ·
2004: Beloegina, Glatskich, Koerbakova, Lavrova, Moerzina, Posevina ·
2008: Alijtsjoek, Gavrilenko, Gorboenova, Posevina, Sjkoerichina, Zoejeva ·
2012: Bliznjoek, Donskova, Doedkina, Makarenko, Nazarenko, Svastjanova ·
2016: Birjoekova, Bliznjoek, Maksimova, Tatareva, Tolkatsjova ·
2020: Dyankova, Kiryakova, Radukanova, Traets, Zafirova ·
2024: Guo, Hao, Huang, Wang, Ding